# 蒂罗尔民间艺术博物馆

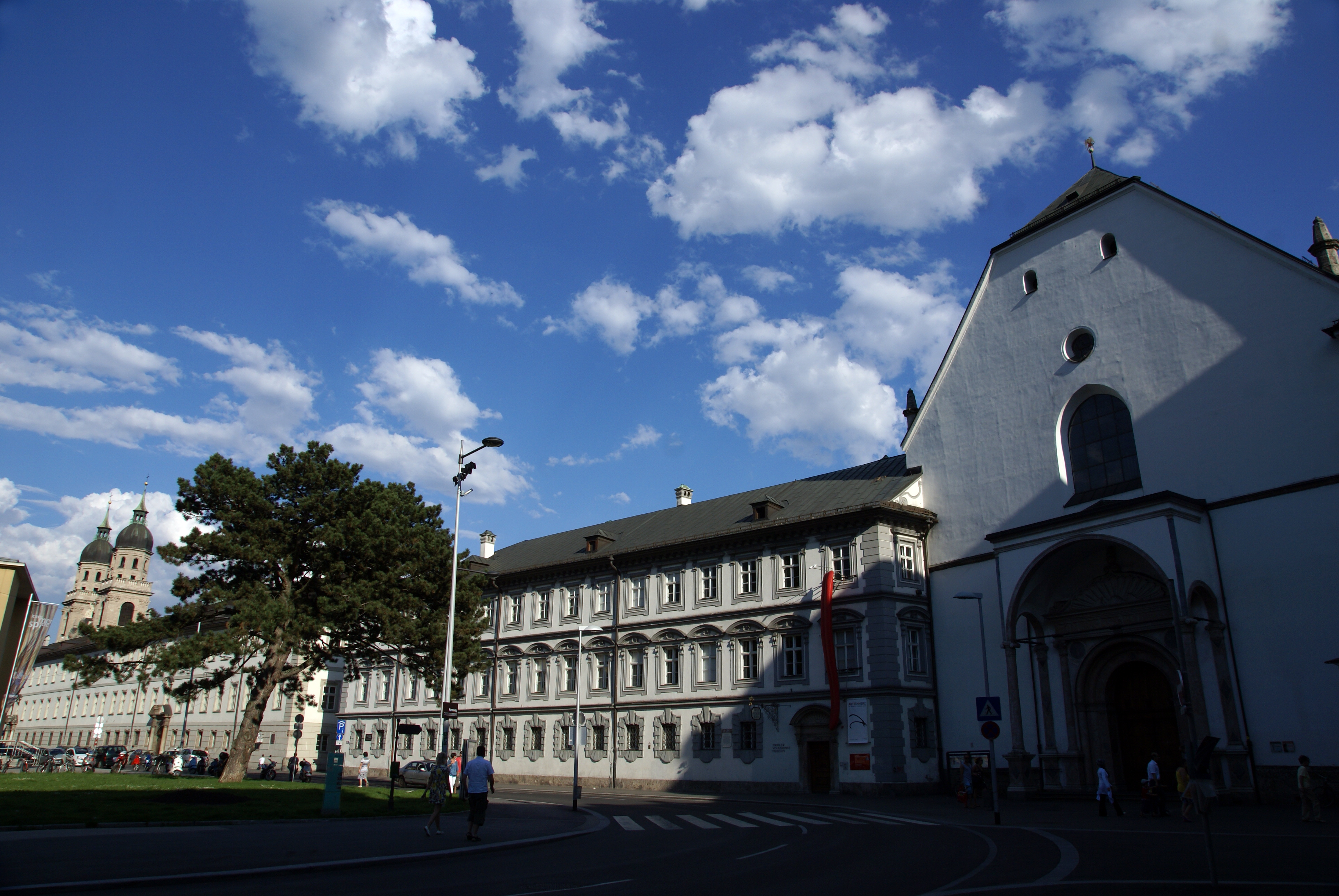

蒂罗尔民间艺术博物馆(德語：Tiroler Volkskunstmuseum)是奥地利因斯布鲁克的一座博物馆，被认为是欧洲最优秀的地方文化博物馆。它位于因斯布鲁克老城，在宫廷教堂隔壁，因斯布鲁克皇宫对面。
蒂罗尔民间艺术博物馆的前身是一座方济各会修道院，四栋楼房的文艺复兴风格的拱廊环绕着庭院。常设展览包括来自蒂罗尔州各地的旧工艺品，传统服饰，家居用品，玻璃和陶器，农民家具，纺织品，工具，金属制品，以及宗教和世俗的民间艺术。

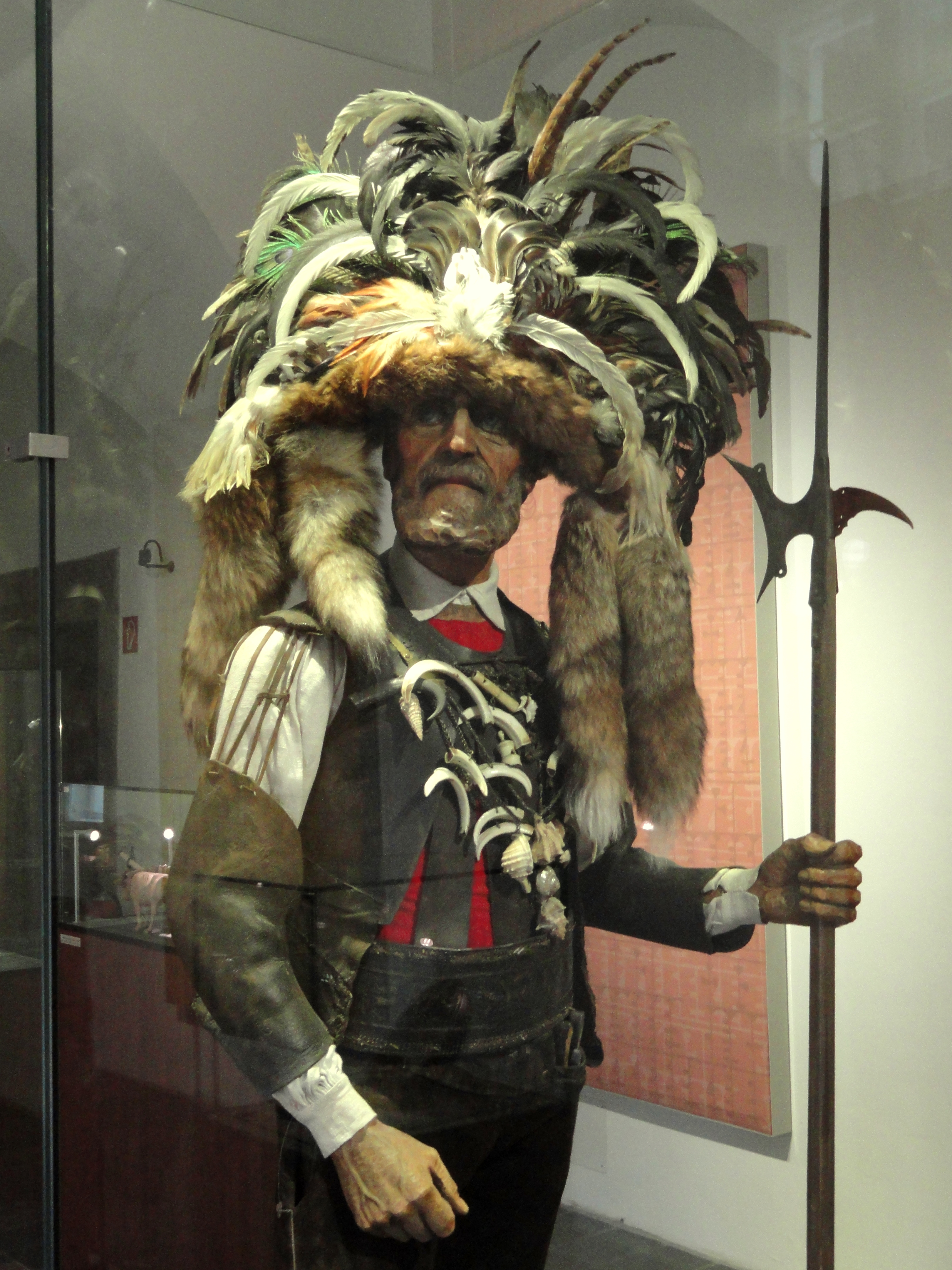
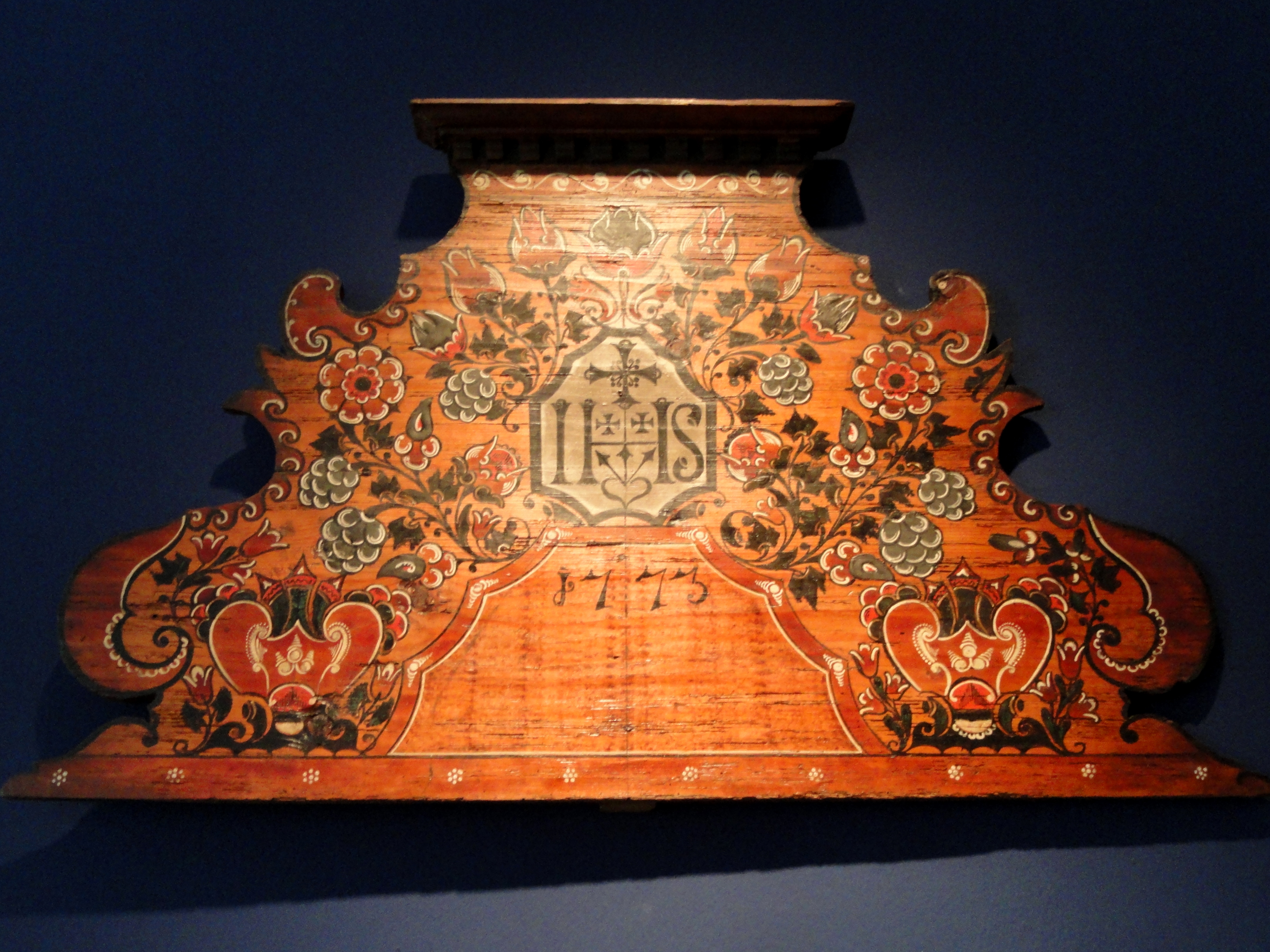
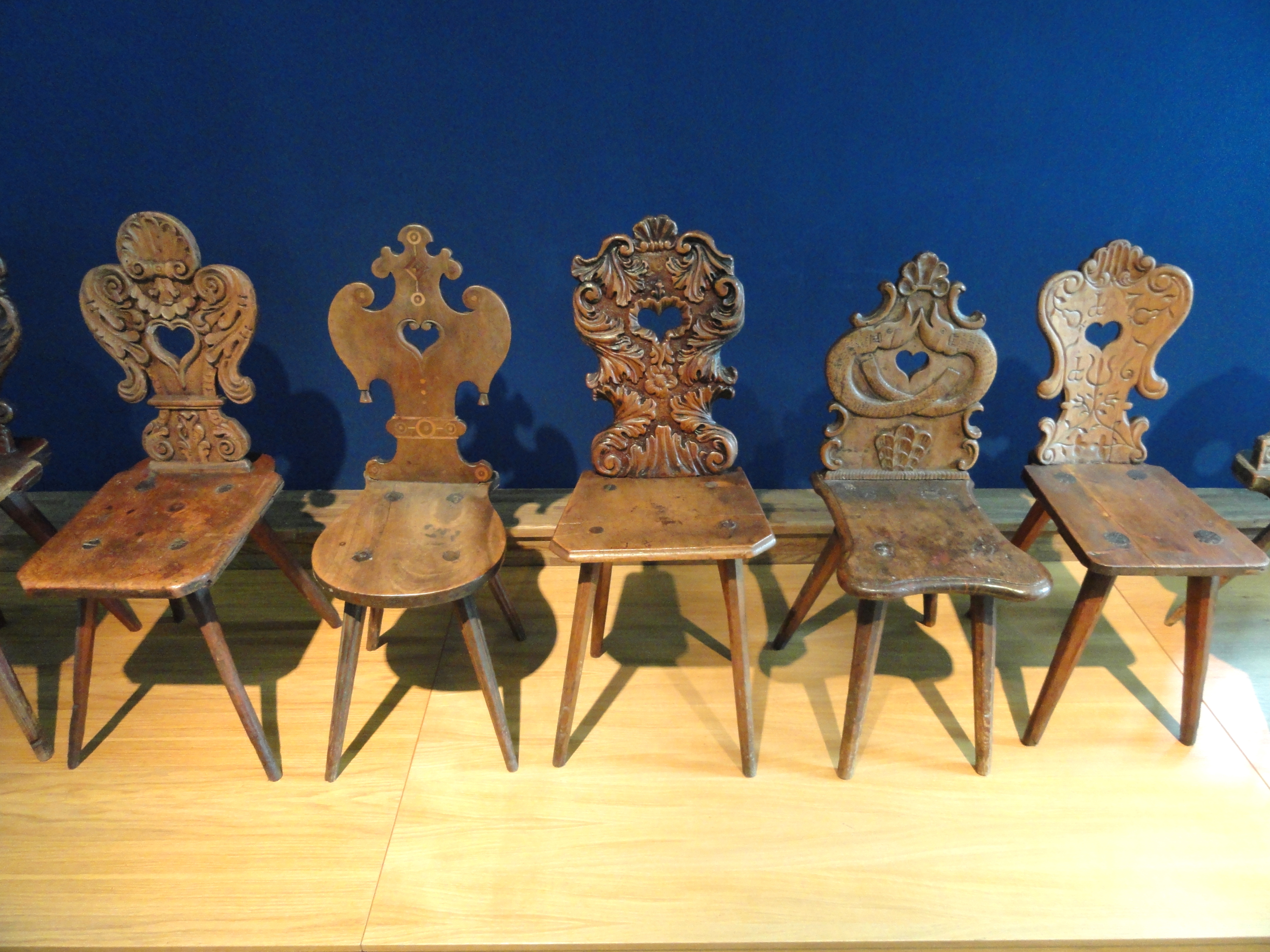
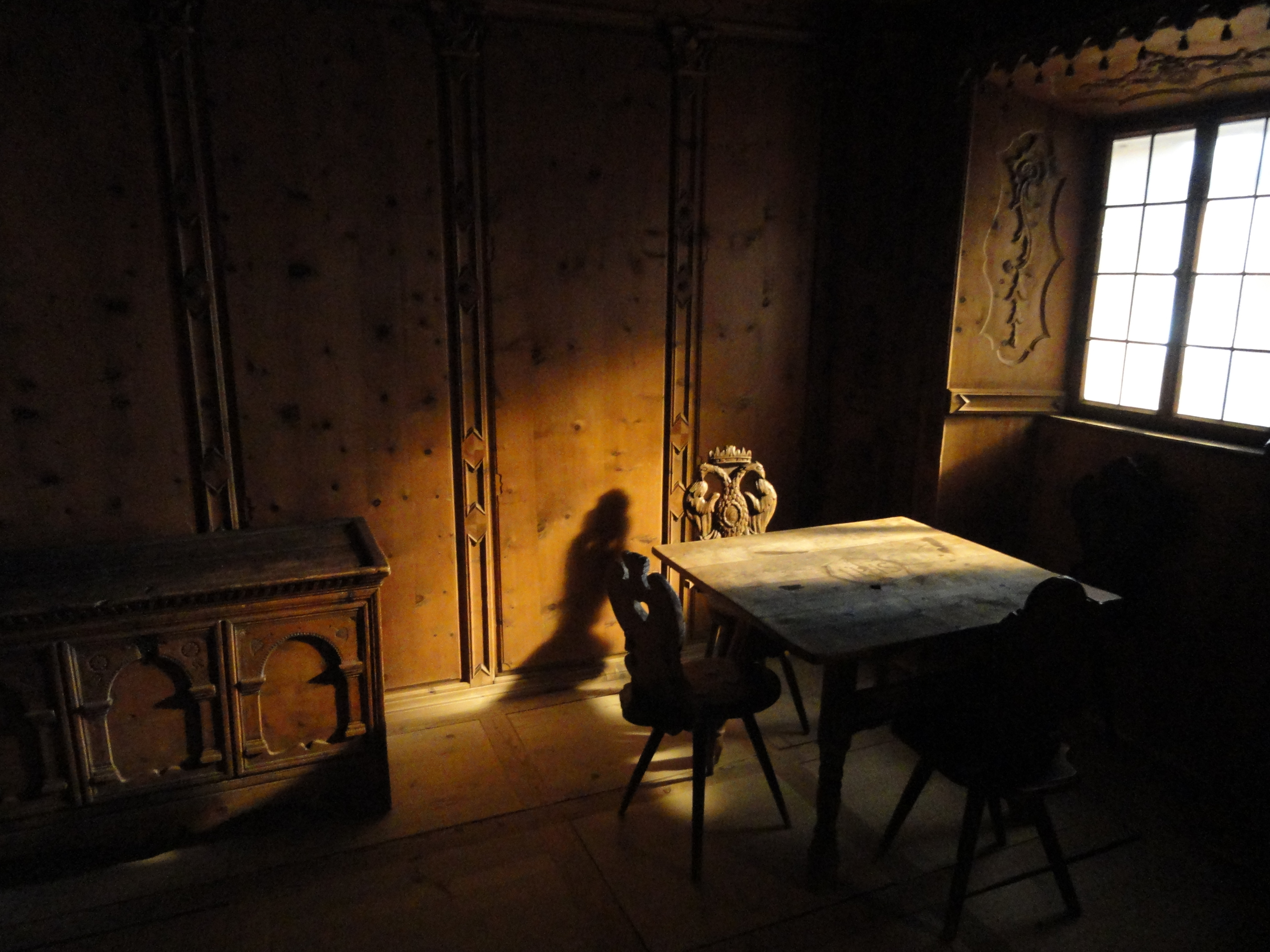
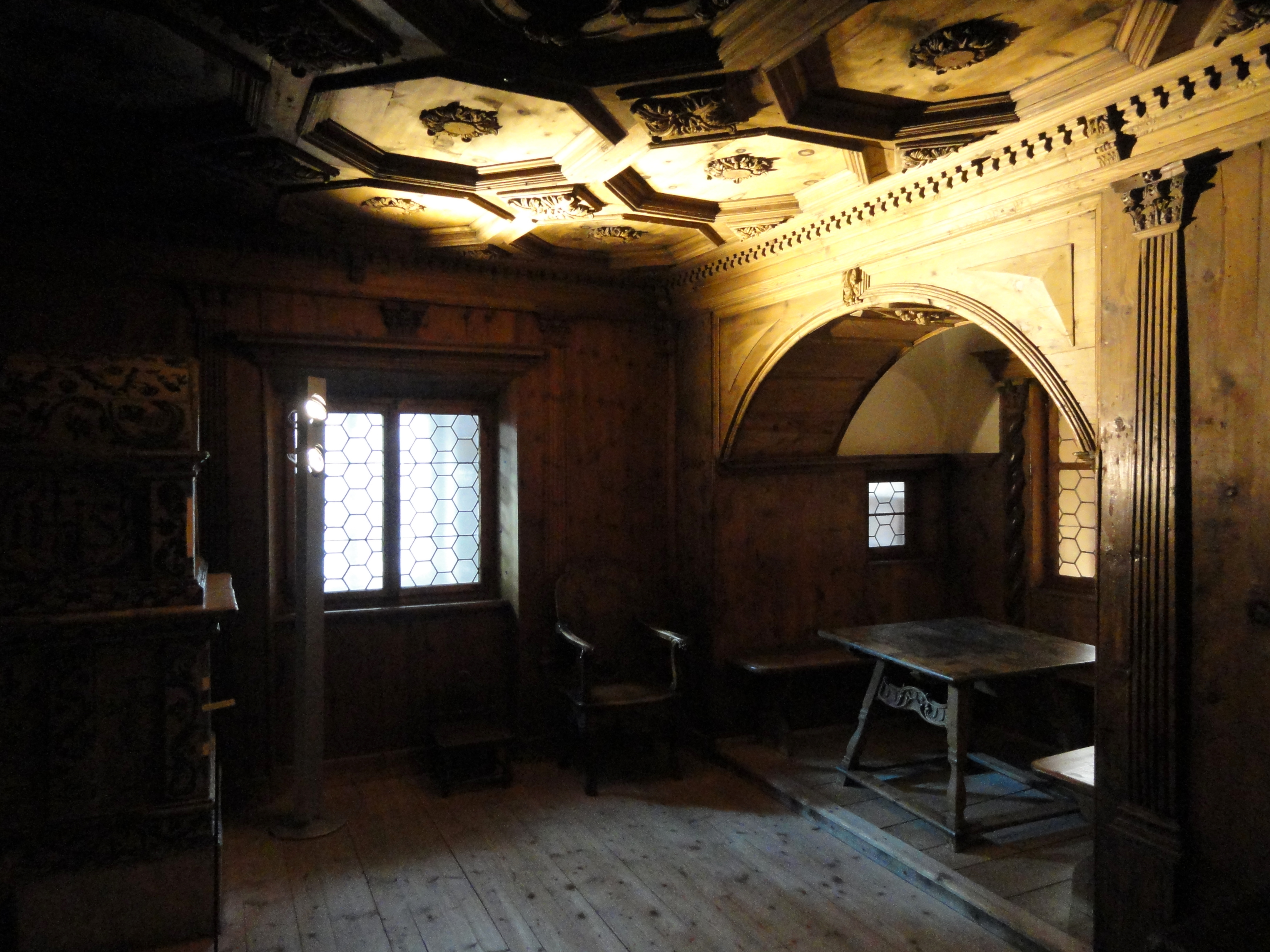
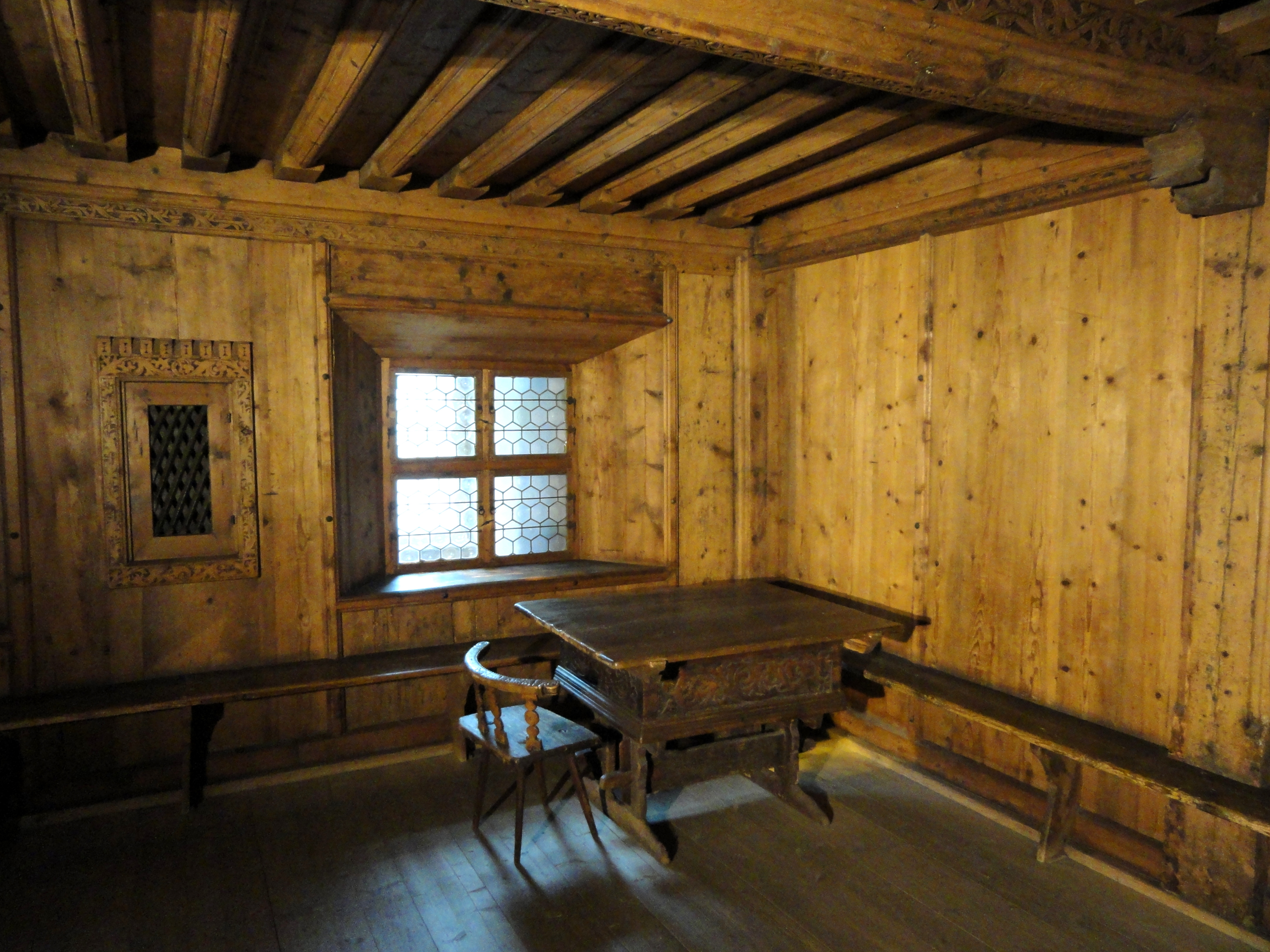
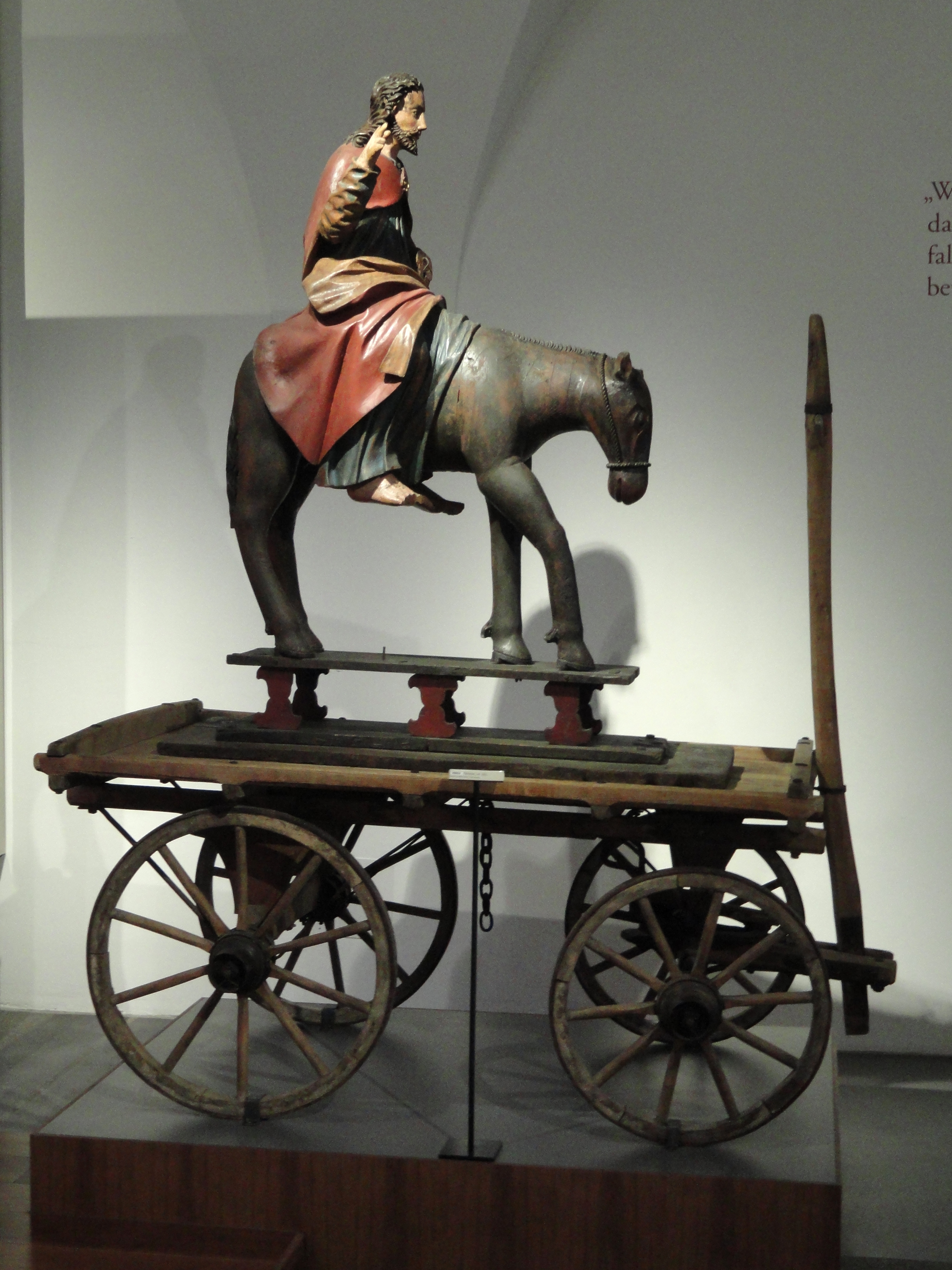
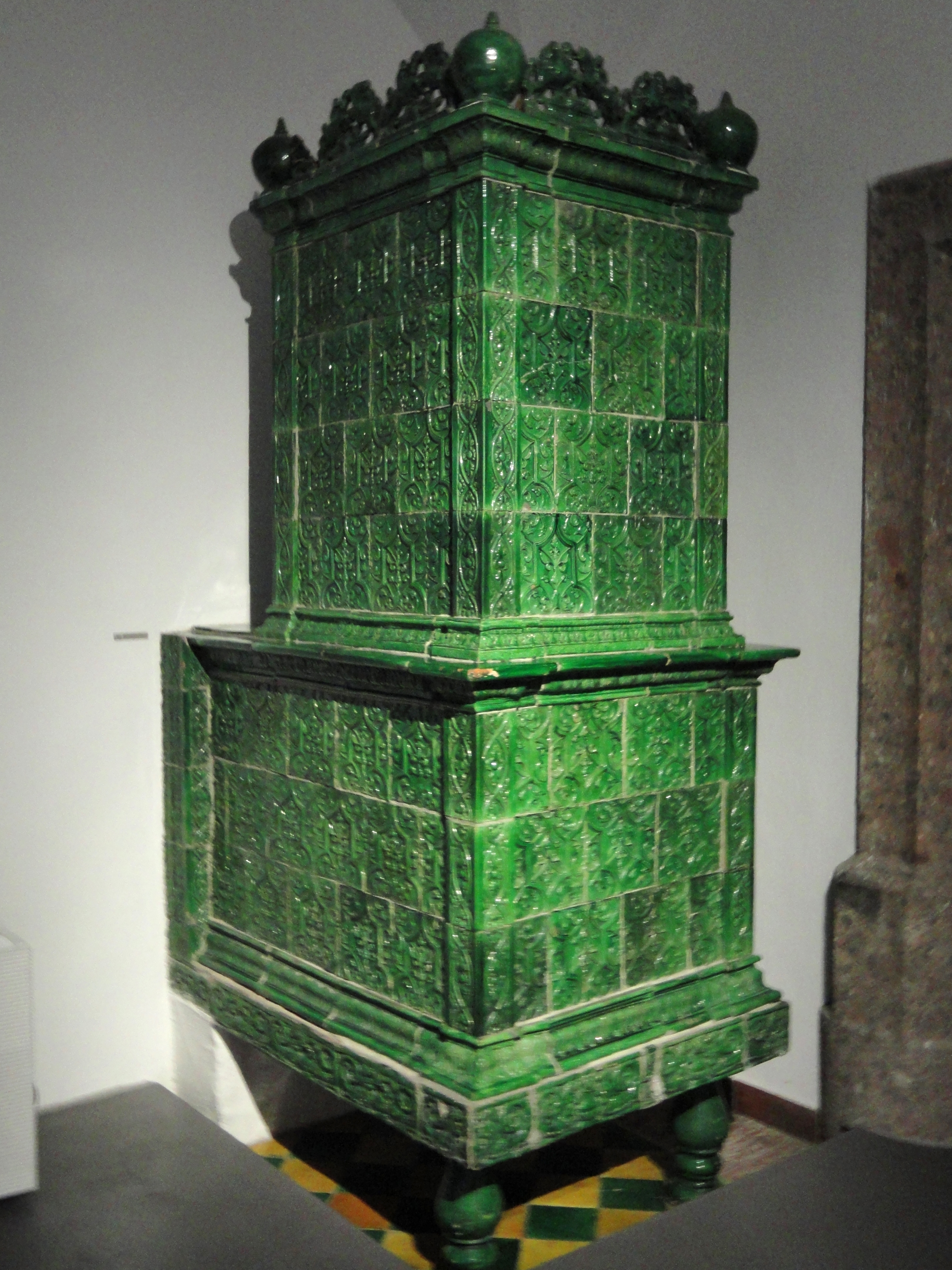